# 謝里登鎮區 (堪薩斯州華盛頓縣)
謝里登鎮區（英語：Sheridan Township）為美國堪薩斯州華盛頓縣轄下的鎮區。2010年美国人口普查中此鎮區人口有101人。

## 地理
謝里登鎮區涵蓋總面積為93.2平方（35.99平方英里），其中陸地面積為93.0平方（35.91平方英里），水域面積為0.21平方（0.08平方英里）或0.22%。

## 人口統計
根據2010年美國人口普查，謝里登鎮區人口有101人，其中男性有58人，女性有43人，人口密度為每平方公里1.08人，住房計47戶。鎮區內的白人有98人，非裔美國人有0人，美洲原住民有0人，亞裔美國人有1人，太平洋島裔美國人有0人，其他種族有0人，混血種族則有2人。此外鎮區內有0人為西班牙裔或拉丁裔美國人。此鎮區之年齡中位數為38.5歲，而男性年齡中位數為34.5歲，女性年齡中位數為40.5歲。

## 交通

### 主要公路
- 9號堪薩斯州州道